# Municipio de Center Post
El municipio de Center Post (en inglés: Center Post Township) es un municipio ubicado en el condado de Cleburne en el estado estadounidense de Arkansas. En el año 2010 tenía una población de 554 habitantes y una densidad poblacional de 7,41 personas por km².

## Geografía
El municipio de Center Post se encuentra ubicado en las coordenadas 35°29′2″N 92°11′23″O / 35.48389, -92.18972. Según la Oficina del Censo de los Estados Unidos, el municipio tiene una superficie total de 74.8 km², de la cual 73.37 km² corresponden a tierra firme y (1.92%) 1.43 km² es agua.

## Demografía
Según el censo de 2010, había 554 personas residiendo en el municipio de Center Post. La densidad de población era de 7,41 hab./km². De los 554 habitantes, el municipio de Center Post estaba compuesto por el 95.31% blancos, el 0.36% eran afroamericanos, el 0.72% eran amerindios, el 0.54% eran asiáticos, el 0.18% eran isleños del Pacífico, el 0.36% eran de otras razas y el 2.53% pertenecían a dos o más razas. Del total de la población el 1.26% eran hispanos o latinos de cualquier raza.